# Nostrzyk wołżański
Nostrzyk wołżański (Melilotus wolgicus Poir.) – gatunek roślin z rodziny bobowatych (Fabaceae). Występuje naturalnie we wschodniej Europie (Ukrainie i Rosji) oraz w zachodniej i środkowej Azji (zachodnia Syberia, Kazachstan i Mongolia). Jako introdukowany rośnie w wielu krajach europejskich oraz w rejonie Kaukazu. W Polsce rośnie jako rzadko zawlekany, ale lokalnie zadomawiający się gatunek. Zarejestrowany został w rozproszonych stanowiskach w południowej części kraju, poza tym w Szczecinie i Warszawie. Rośnie na stepach i stromych stokach dolin rzecznych.

## Morfologia
PokrójRoślina dwuletnia o pędzie zwykle silnie gałęzistym od dołu. Łodyga jest kanciasta i z rzadka owłosiona, osiąga do 100 cm (rzadziej do 120 cm) wysokości.
LiścieTrójlistkowe. Listki dolnych liści rombowojajowate, górnych lancetowate do równowąskich, na wierzchołku zaostrzone lub tępe. Brzegi listków odlegle ząbkowane, u górnych liści często całobrzegie. Przylistki szczeciniaste, niepodzielone.
KwiatyMotylkowe, zebrane po 30–50 w luźne kwiatostany groniaste o długości 4–10 cm. Kwiaty osiągają 3–3,5 mm długości i zwisają na podobnej długości, cienkich szypułkach. Rzadko owłosiony kielich jest dzwonkowaty, o rurce równo uciętej, dłuższej od ząbków. Korona jest biała, z żagielkiem dłuższym od skrzydełek i z nimi z kolei dłuższymi od łódeczki. Zalążnia z dwoma zalążkami.
OwocSiatkowato żyłkowany strąk długości około 5 mm, zwykle z pojedynczym nasionem, rzadziej z dwoma.
Gatunki podobneW Europie Środkowej biało kwitnie znacznie częściej spotykany nostrzyk biały M. albus, który różni się gęstszymi kwiatostanami, większymi kwiatami osiągającymi 4–5 mm i krótszymi szypułkami (do 1,5 mm).